# Prefetto (ordinamento italiano)
Il prefetto, nell'ordinamento amministrativo italiano, è un organo monocratico dello Stato, rappresentante del governo territoriale di province e città metropolitane, preposto a un ufficio denominato "prefettura-ufficio territoriale del governo", dipendente dal Ministero dell'interno.

## Storia

### Epoca pre-unitaria

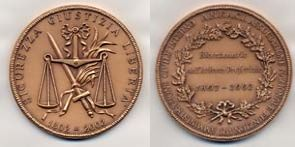
Medaglia coniata in occasione del Bicentenario dell'istituto prefettizio (1802-2002) a cura dell'Associazione nazionale funzionari dell'amministrazione civile dell'Interno (ANFACI)

La figura del prefetto venne introdotta in Italia durante il dominio napoleonico, con decreto del 6 maggio 1802, quale sistema di organizzazione dei poteri locali piramidale-gerarchico, che rispecchiava quello francese: il territorio era ripartito in dipartimenti,  distretti, cantoni (a soli fini elettorali) e comuni.
Al dipartimento era preposto un prefetto, nominato dal ministro dell'interno, al distretto un sottoprefetto e al comune il sindaco, che era al contempo organo esponenziale dell'ente e delegato del Governo (secondo un modello vigente ancora oggi in Francia, in Italia e in altri Paesi con ordinamento giuridico "latino").
Il prefetto era affiancato da due luogotenenti (uno per gli affari amministrativi, e l'altro per gli affari legali e di polizia) e da un segretario generale che formavano il consiglio di prefettura.
Con la caduta di Napoleone e la restaurazione dei precedenti ordinamenti monarchici, il nuovo sistema di organizzazione amministrativa fu generalmente mantenuto, essendosi rivelato efficiente. Così fece anche il Regno di Sardegna, che, con la legge comunale e provinciale n. 3702 del 1859, divise il territorio in province con a capo un governatore provinciale,  circondari sotto guardia a degli intendenti e comuni con a capo il sindaco; grazie al regio decreto n. 250 del 1861, la denominazione del governatore provinciale fu mutata in prefetto e quella dell'intendente in sotto-prefetto.

### Regno d'Italia

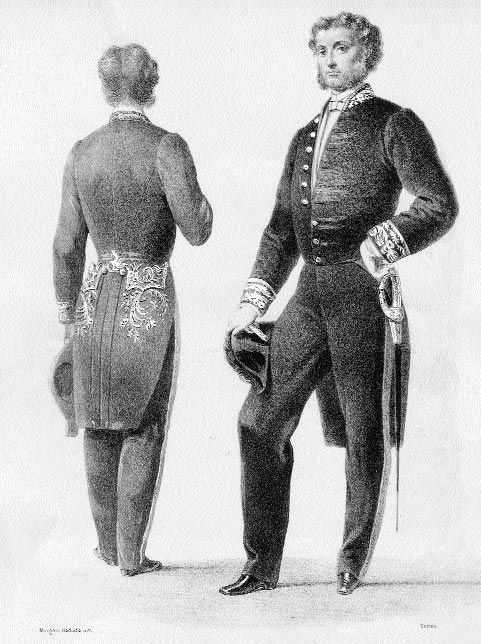
Uniforme prefettizia italiana (disegno della seconda metà del XIX secolo, custodito nell'Archivio centrale dello Stato)

Con l'Unità d'Italia del 1861, la legislazione piemontese fu poi estesa a tutto il territorio nazionale con la legge 20 marzo 1865, n. 2248, allegato A. Secondo l'art. 3 di detta legge: "Il Prefetto rappresenta il potere esecutivo in tutta la provincia; esercita le attribuzioni a lui demandate dalle leggi, e veglia sul mantenimento dei diritti dell'autorità amministrativa elevando, ove occorra, i conflitti di giurisdizione ...; provvede alla pubblicazione ed alla esecuzione delle leggi; veglia sull'andamento di tutte le Pubbliche Amministrazioni, ed in caso d'urgenza fa i provvedimenti che crede indispensabili nei diversi rami del servizio; sopraintende alla pubblica sicurezza, ha il diritto di disporre della forza pubblica, e di richiedere la forza armata; dipende dal ministro dell'Interno, e ne esegue le istruzioni."
Inoltre, il prefetto presiedeva la "deputazione provinciale", organo corrispondente all'attuale giunta provinciale, presidenza che perse nel 1889 per assumere quella della "giunta provinciale amministrativa".
L'ampiezza dei poteri attribuiti dalla norma è illuminante sui motivi per i quali, in tutto il periodo liberale della storia unitaria italiana, la figura del prefetto rivestì una primaria importanza, tanto che Gaetano Salvemini definì questo periodo "prefettocrazia" e un giurista dell'epoca (Giuseppe Saredo) ebbe a dire: «Ogni prefetto è un ministro nella provincia che governa».
D'altra parte, sebbene mai sancito ufficialmente, si riteneva che il prefetto avesse, tra gli altri obblighi, quello di guadagnarsi l'appoggio dei poteri e dei notabili locali. Infatti, "con Giolitti, «principe dei burocrati», e personaggi come Carlo Schanzer e Alberto Pironti nelle posizioni chiave, il prefetto giolittiano aggiunse alla sua vecchia qualità di fedele esecutore degli interessi nazionali quella di avvocato autorevole degli interessi locali".
I prefetti erano nominati e trasferiti con decreto reale, su deliberazione del Consiglio dei ministri adottata su proposta del ministro dell'Interno. Il Governo poteva assumere tali decisioni con la più ampia discrezionalità, anche perché nessun requisito era prescritto per la nomina.
Fino alla fine del XIX secolo, alcuni prefetti, specie quelli dei capoluoghi più importanti, erano scelti tra eminenti uomini politici (i cosiddetti "prefetti politici") mentre quelli delle sedi minori erano solitamente funzionari provenienti dalla carriera prefettizia (consiglieri di prefettura o sotto-prefetti) ed erano perciò detti prefetti amministrativi o "di carriera". L'uso di nominare prefetti politici si ridusse notevolmente a partire dall'inizio del secolo XX. Secondo l'art. 33 n. 17 dello Statuto albertino i prefetti, dopo sette anni dalla nomina, potevano essere nominati senatori e poteva accadere che un prefetto continuasse a svolgere le sue funzioni anche dopo la nomina alla camera alta.

### Epoca fascista

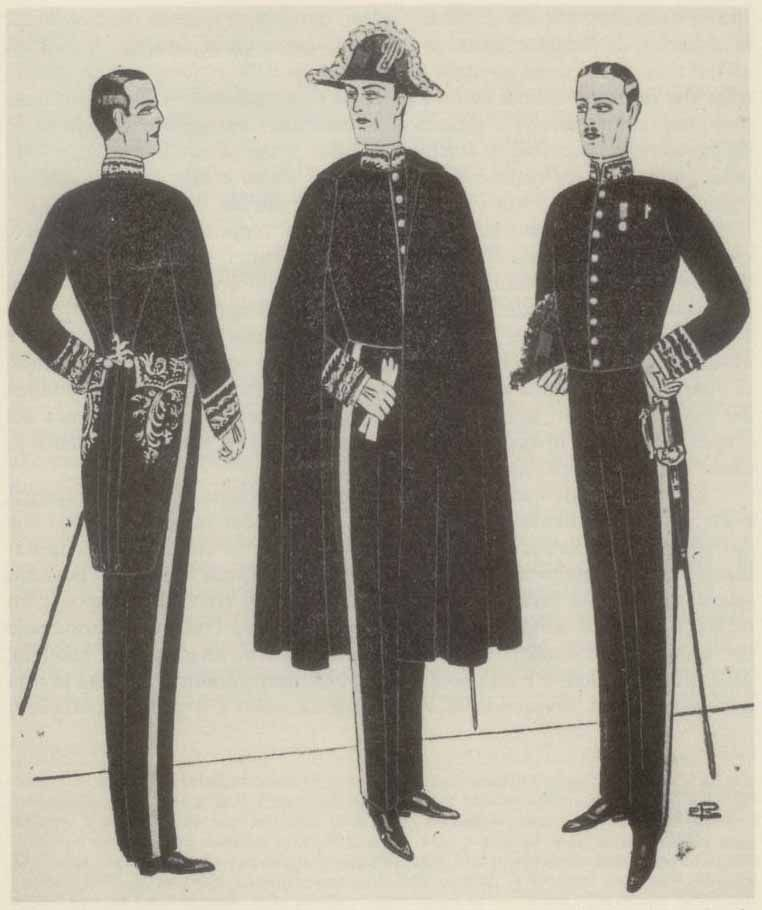
Uniformi prefettizie italiane in epoca fascista

L'art. 3 del Regio decreto 1 del 1927 soppresse le sottoprefetture e ne trasferì le attribuzioni alle prefetture.
In epoca fascista i prefetti furono uno degli strumenti di cui si avvalse Mussolini per la politica di centralizzazione e rafforzamento del potere esecutivo. Il ruolo del prefetto fu, quindi, ulteriormente rafforzato e il regime si servì di istituti quali il collocamento a riposo per ragioni di servizio o il collocamento a disposizione allo scopo di allontanare i prefetti sgraditi.
D'altra parte, se non mancò il ricorso alla nomina di prefetti politici, tratti dalle file del Partito Nazionale Fascista (dei 332 prefetti nominati nel ventennio, 102 erano di provenienza politica), nel 1937 fu stabilito il limite, tuttora in vigore, di 2/5 dei posti in organico per la nomina dei prefetti non di carriera, con l'intento di arginare le pressioni provenienti dal partito per l'occupazione dei posti prefettizi.
A livello provinciale non furono infrequenti le tensioni tra i prefetti e i massimi dirigenti locali del PNF, i segretari federali (più noti come "federali"), sebbene una circolare di Mussolini del 1927 avesse ribadito che il prefetto doveva considerarsi la prima autorità locale. Tali contrasti vennero risolti dal duce solo durante la Repubblica Sociale Italiana, allorquando trasformò la carica prefettizia in quella del Capo della Provincia alla quale, sul modello di quella del Capo del Governo, ogni altra figura amministrativa o partitica avrebbe dovuto sottoporsi. Tale riforma tuttavia non entrò mai stabilmente nell'ordinamento giuridico, e decadde automaticamente ab initio al momento della Liberazione.

### Epoca repubblicana
La Costituzione repubblicana del 1948 non nomina in alcun articolo il prefetto, perché in seno all'Assemblea costituente non si raggiunse l'accordo circa il mantenimento di questa figura, mentre aveva previsto un organo per certi versi analogo a livello regionale: il commissario del governo. Anche i commissari del governo erano tratti dalla carriera prefettizia, anzi, secondo una prassi invalsa, la titolarità dell'ufficio fu attribuita allo stesso prefetto del capoluogo regionale. Il commissario del governo è stato soppresso dalla riforma costituzionale del 2001, che ha attribuito alcune delle sue funzioni al prefetto del capoluogo di regione, in qualità di rappresentante dello Stato per i rapporti con il sistema delle autonomie.

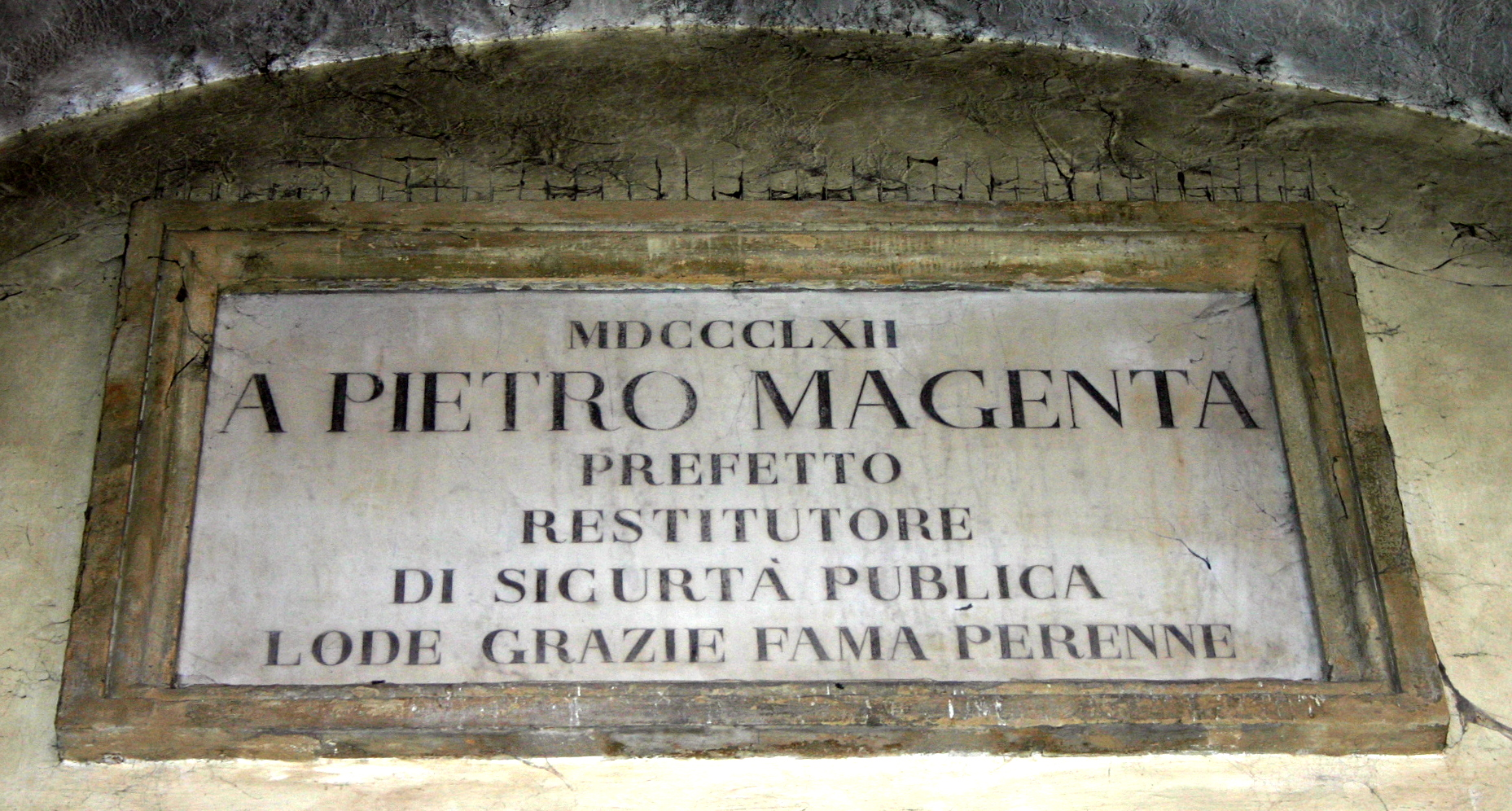
Lapide del 1862 in onore del prefetto Pietro Magenta, nel cortile di palazzo d'Accursio a Bologna

Già Luigi Einaudi - che definì i prefetti come la lue [sic] della Repubblica - in un articolo dal titolo Via il Prefetto!, pubblicato nel 1944 sotto lo pseudonimo di Junius, analizzando la realtà accentratrice dello Stato italiano, modellato su quello francese, aveva proposto l'abolizione dei prefetti.
Negli anni successivi il dibattito sull'opportunità di mantenere questa figura proseguì, con le voci contrarie provenienti per lo più da parti politiche avverse al centralismo: movimenti e partiti autonomisti ma anche di estrema sinistra.
Dopo poco più di un decennio dall'entrata in vigore della Costituzione repubblicana, Rosa Oliva ricorse avverso il rifiuto dell'ammissione al concorso d'accesso alla carriera prefettizia. Assistita dall'avvocato e costituzionalista Costantino Mortati, sostenne l'incostituzionalità della legge n. 1176 del 17 luglio 1919 che vietava alle donne la partecipazione al concorso.
Il 13 maggio del 1960, con la sentenza nº 33/1960, la Corte costituzionale ritenne fondata la questione di legittimità. In dettaglio, la Consulta riconobbe che l'articolo 7 della predetta legge integrava una violazione della Costituzione e in particolare degli articoli 3 (sull'uguaglianza di fronte alla legge senza distinzione di sesso) e 51 (sull’accesso ai pubblici uffici e alle cariche elettive senza discriminazioni tra i sessi), così aprendo alle donne per la prima volta l'accesso ad uno dei "concorsi superiori".
La prima donna a capo di una prefettura fu Anna Maria D'Ascenzo, entrata nei ruoli dell'Amministrazione dell'Interno nel 1967 e nominata prefetto di Grosseto nel 1993.
Con le grandi riforme del sistema amministrativo italiano degli anni novanta del XX secolo, la figura del prefetto trovò la sua conferma definitiva, con l'inserimento organico nel nuovo sistema organizzativo dello Stato, pure a fronte di una forte enfasi sul "federalismo".
Allora il prefetto, una figura carica di ricordi e significati centralisti se non autoritari, divenne un "ambasciatore in Patria", cioè il referente dello Stato in una periferia sempre più autonoma rispetto al centro.
Oggi, pur avendo perso il potere che ricopriva durante il Regno d'Italia, il prefetto è rimasto un punto di riferimento istituzionale, anche sotto il profilo della tutela dei diritti di cittadinanza e della legalità, e interviene di fronte a problemi gravi o calamità naturali, spesso a prescindere dalle competenze formali.
Negli anni più recenti è altresì emersa la tendenza a sottolineare lo spirito di corpo anche attraverso l'adozione di simboli formali, come il distintivo e il riconoscimento ecclesiastico di un santo patrono: sant'Ambrogio, che fu praefectus dell'Impero Romano e si celebra il 7 dicembre. Si possono ricordare anche le celebrazioni del bicentenario dell'istituto prefettizio nel 2002, la prassi ormai consolidata della presentazione al Presidente della Repubblica dei consiglieri neoassunti al termine del periodo di prova, e la presenza pressoché costante dello stesso Presidente all'inaugurazione dell'anno accademico della Scuola superiore dell'Amministrazione dell'Interno.

## Attribuzioni

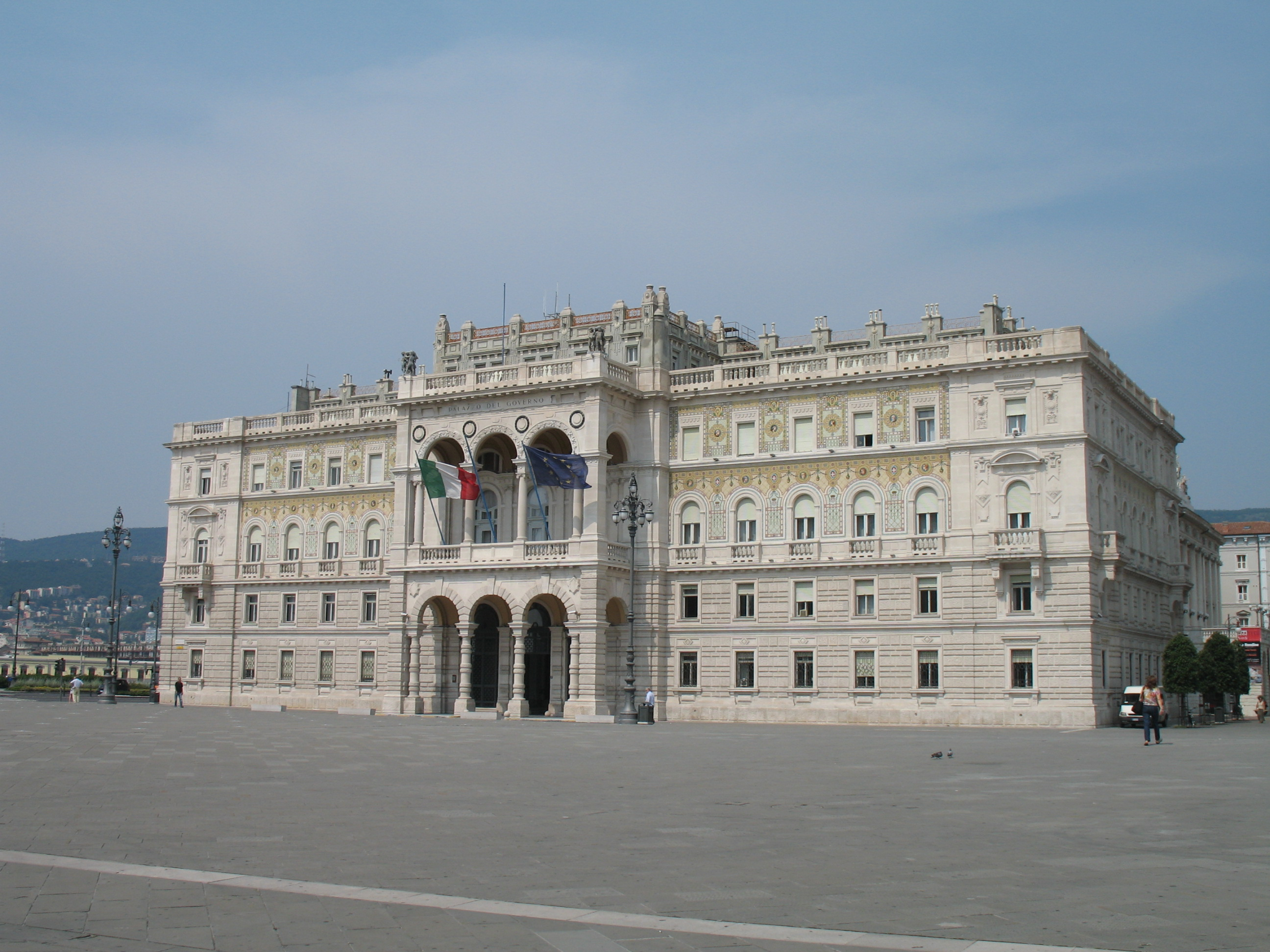
Palazzo del Governo (Prefettura) di Trieste

Il prefetto dipende gerarchicamente dal ministro dell'Interno, ma il Presidente del Consiglio dei ministri e gli altri ministri, nell'esercizio del potere di indirizzo politico-amministrativo, possono emanare apposite direttive ai prefetti. Il prefetto è a capo di un ufficio complesso che fino al 1999 era denominato prefettura; l'art. 11 del D. Lgs. n. 300/1999 ne ha mutato il nome in "ufficio territoriale del Governo" (UTG); il nome è stato ulteriormente cambiato dall'art. 1 del D. Lgs. n. 29/2004 in prefettura - ufficio territoriale del Governo. A ciascuno di questi uffici sono assegnati vice prefetti e vice prefetti aggiunti, preposti alle unità organizzative in cui si articolano (ufficio di gabinetto, aree funzionali, ecc.); inoltre, a un vice prefetto (detto vice prefetto vicario) sono attribuite le funzioni vicarie del prefetto.
La prefettura - ufficio territoriale del Governo è organo periferico del Ministero dell'Interno, ma svolge funzioni di rappresentanza generale del governo sul territorio. Secondo l'art. 11 del D. Lgs. n. 300/1999 la prefettura-UTG, ferme restando le proprie funzioni (attribuite nel tempo da molteplici norme di legge), assicura l'esercizio coordinato dell'attività amministrativa degli uffici periferici dello Stato e garantisce la leale collaborazione di tali uffici con gli enti locali. Nell'esercizio di queste funzioni di coordinamento, il prefetto può richiedere ai responsabili delle strutture amministrative periferiche dello Stato l'adozione di provvedimenti volti a evitare un grave pregiudizio alla qualità dei servizi resi alla cittadinanza, anche ai fini del rispetto della leale collaborazione con le autonomie territoriali. Inoltre, nel caso non vengano assunte nel termine indicato le necessarie iniziative, il prefetto, previo assenso del ministro competente per materia, può provvedere direttamente, informandone preventivamente il Presidente del Consiglio dei ministri.

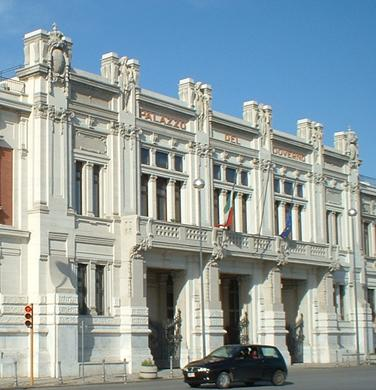
Palazzo del Governo (Prefettura) di Messina

Nell'esercizio delle predette funzioni di coordinamento il prefetto è coadiuvato da una conferenza provinciale permanente, da lui presieduta e composta dai responsabili di tutte le strutture amministrative periferiche dello Stato che svolgono la loro attività nella provincia nonché da rappresentanti degli enti locali. Il prefetto titolare della prefettura-ufficio territoriale del governo nel capoluogo della regione è altresì coadiuvato da una conferenza permanente composta dai rappresentanti delle strutture periferiche regionali dello Stato, alla quale possono essere invitati i rappresentanti della regione.
Quale autorità provinciale di pubblica sicurezza, il prefetto ha la responsabilità generale dell'ordine e della sicurezza pubblica nella provincia, e sovraintende all'attuazione delle direttive emanate in materia; assicura unità di indirizzo e coordinamento dei compiti e delle attività degli ufficiali e agenti di pubblica sicurezza; dispone della forza pubblica e delle altre forze eventualmente poste a sua disposizione e ne coordina le attività (art. 13 della L. 121/1981).
Nello svolgimento di queste funzioni è affiancato da un organo ausiliario consultivo, il Comitato provinciale per l'ordine e la sicurezza pubblica. Fino alla riforma prevista dalla legge n. 121/1981 dal prefetto dipendeva gerarchicamente il questore.
Un ruolo importante è rivestito dal prefetto per quel che riguarda i rapporti tra Stato e autonomie locali, di cui assicura il regolare funzionamento: può sospendere temporaneamente dal loro ufficio i sindaci, i presidenti delle province, i presidenti di consorzi e comunità montane, i consiglieri, gli assessori e i presidenti dei consigli circoscrizionali quando compiano atti contrari alla Costituzione o per gravi e persistenti violazioni di legge o per gravi motivi di ordine pubblico, in attesa che il Ministro dell'interno disponga la loro rimozione, se sussistono motivi di grave e urgente necessità; può avviare la procedura per lo scioglimento del consiglio comunale o provinciale e l'invio di un commissario e, nell'attesa del decreto di scioglimento, sospendere il consiglio stesso; può inoltre disporre ispezioni per accertare il regolare funzionamento dei servizi di competenza del sindaco quale ufficiale del governo e, ove il sindaco o chi ne esercita le funzioni non adempia ai relativi compiti, può nominare un commissario per l'adempimento delle funzioni stesse. Le funzioni di commissario straordinario, presso gli enti locali (province, comuni, aziende sanitarie, ecc.) i cui organi di governo sono stati sciolti, sono svolte da funzionari della carriera prefettizia.

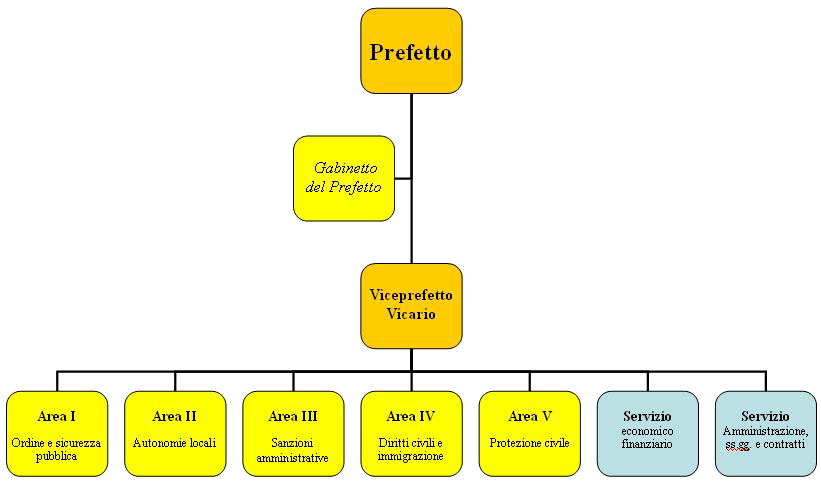
Organigramma "tipo" delle prefetture italiane

Il prefetto ha responsabilità anche in materia di Protezione civile. Infatti, secondo l'art. 14 legge 24 febbraio 1992, n. 225, predispone il piano per fronteggiare l'emergenza su tutto il territorio della provincia e ne cura l'attuazione, assume la direzione unitaria dei servizi di emergenza da attivare a livello provinciale, coordinandoli con gli interventi dei sindaci dei comuni interessati, e adotta tutti i provvedimenti necessari ad assicurare i primi soccorsi.
Secondo l'art. 54 del D. Lgs. n. 267/2000 (Testo unico delle leggi sull'ordinamento degli enti locali) il prefetto ha il potere di adottare, con atto motivato e nel rispetto dei principi generali dell'ordinamento giuridico, provvedimenti contingibili e urgenti al fine di prevenire ed eliminare gravi pericoli che minacciano l'incolumità pubblica e la sicurezza urbana, ove non vi provveda il sindaco. Analoghi provvedimenti possono essere adottati dal prefetto, in caso di urgenza o grave necessità pubblica, se indispensabili per la tutela dell'ordine pubblico e della sicurezza pubblica (art. 2 del regio decreto n. 773/1931, Testo unico delle leggi di pubblica sicurezza), nonché nell'ambito delle funzioni di protezione civile quando, a seguito della dichiarazione dello stato di emergenza, opera quale delegato del presidente del Consiglio dei ministri o del Ministro per il coordinamento della protezione civile (art. 14 della legge n. 225/1992).
Tra gli altri compiti, il prefetto svolge attività di mediazione nelle vertenze di lavoro e di garanzia dei servizi pubblici essenziali e irroga sanzioni amministrative per diverse categorie di illeciti depenalizzati (cioè illeciti che erano penali che il legislatore, per snellire l'attività dei tribunali, ha assoggettato a sole sanzioni amministrative pecuniarie) in materia di circolazione stradale, assegni bancari, telecomunicazioni, ecc.
Nell'esercizio delle sue funzioni il prefetto adotta provvedimenti amministrativi, solitamente in forma di ordinanza o decreto.

### Attribuzioni del prefetto del capoluogo di regione

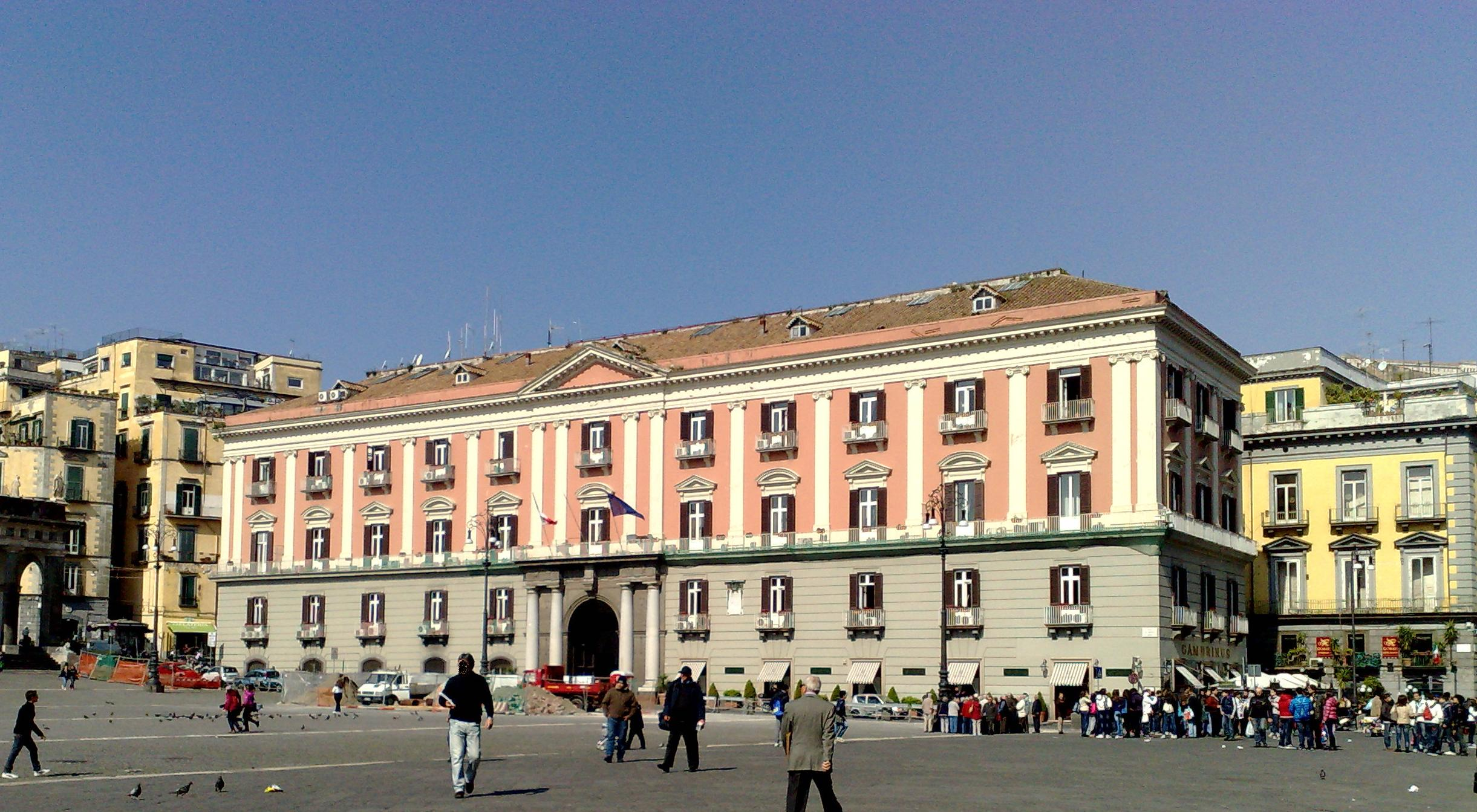
Palazzo della Prefettura (Napoli), noto anche come "Palazzo della Foresteria"

In ogni regione a statuto ordinario il prefetto preposto alla Prefettura-Ufficio territoriale del Governo avente sede nel capoluogo svolge le funzioni di rappresentante dello Stato per i rapporti con il sistema delle autonomie.
In questa veste esercita alcune residue funzioni del commissario del Governo, organo dello Stato presso la regione soppresso dalla legge costituzionale n. 3/2001. Per cui, ad esempio, spetta al prefetto del capoluogo regionale assicurare che i rapporti tra Stato e regione siano informati al principio di leale collaborazione; informare il Governo degli atti della Regione per i quali potrebbe essere necessario ricorrere al giudizio della Corte Costituzionale; dare esecuzione ai provvedimenti con i quali il Governo esercita il potere sostitutivo nei confronti delle regioni ai sensi dell'art. 120 della Costituzione.
Il prefetto del capoluogo regionale ha anche una funzione di coordinamento generale dei prefetti delle province, ma questo non ne fa in alcun modo un loro superiore: non esiste, nell'ordinamento italiano, un "prefetto regionale" che si interpone fra il livello provinciale della rappresentanza governativa e il Governo centrale (come accade, invece, per esempio, in Spagna dove in ogni comunità autonoma vi è un delegato del governo e in ogni provincia un sub-delegato del governo che dipende dal primo).

### Funzioni prefettizie in alcune Regioni a statuto speciale
Nella Regione Valle d'Aosta, dove, con l'art. 4 del decreto legislativo luogotenenziale 7 settembre 1945, n. 545, è stata soppressa la provincia, non esiste una prefettura - ufficio territoriale del Governo e le competenze prefettizie sono attribuite al Presidente della Regione.
Non esiste una vera e propria prefettura - ufficio territoriale del Governo nemmeno nelle Province autonome di Trento e Bolzano, dove le funzioni prefettizie sono ripartite tra il commissario del governo e il presidente della provincia. Nella percezione comune e in buona parte delle effettive funzioni, comunque, i commissariati del governo sono considerati sostanzialmente delle prefetture. Quello di Bolzano (che assume anche la denominazione in tedesco di Regierungskommissariat für die Provinz Bozen) ha la peculiarità di gestire direttamente i concorsi pubblici e le assunzioni per l'accesso all'impiego alle dipendenze delle amministrazioni dello Stato in quella provincia; esse, infatti, devono essere gestite localmente e con il criterio della ripartizione proporzionale fra gruppi linguistici, così come stabilisce lo Statuto speciale della Regione.

## Caratteristiche
Il Personale appartenente alla carriera di "Prefetto" entra in servizio già come Dirigente, ha un tesserino di categoria valido anche come "Passaporto" (equiparazione al Corpo Diplomatico-Ambasciatori) e non è soggetto al controllo dell'orario di servizio come invece lo è il resto del personale della Amministrazione Civile dell'Interno e quindi costituisce una categoria "particolare" rispetto agli altri dipendenti della pubblica amministrazione italiana, disciplinata da norme apposite in virtù delle specifiche funzioni dirigenziali di cui è investito fin da inizio carriera; tale disciplina è ora contenuta nel decreto legislativo 19 maggio 2000, n. 139, essendo gli appartenenti alla carriera prefettizia esclusi dall'ambito del D. Lgs. 17 marzo 2001, n. 165.

Distintivo del Corpo prefettizio

### Accesso e sviluppo di carriera
Alla qualifica di consigliere si accede mediante pubblico concorso, al quale sono ammessi i candidati in possesso di laurea specialistica conseguita nell'ambito di corsi di studio a indirizzo giuridico, economico e storico-sociologico individuati con decreto del Ministro dell'interno, di concerto con il Ministro per la funzione pubblica.
I requisiti per partecipare al concorso sono stabiliti dal decreto del Ministro dell'interno n. 357 del 29 luglio 1999 che prevede inoltre un limite di età fissato al 35º anno, elevabile in alcuni casi previsti dallo stesso decreto. I vincitori del concorso svolgono un corso di formazione della durata di due anni, articolato in periodi alternati di formazione teorico-pratica e di tirocinio operativo, e sono sottoposti a valutazione al termine del primo anno del corso; al termine di questo periodo conseguono la qualifica di viceprefetto aggiunto. Il periodo di formazione iniziale è svolto sotto l'egida della Scuola superiore dell'Amministrazione dell'Interno (SSAI), una struttura residenziale con sede in Roma (in un campus di ispirazione universitaria) presso la quale si tengono i corsi di studio e risiedono i consiglieri.

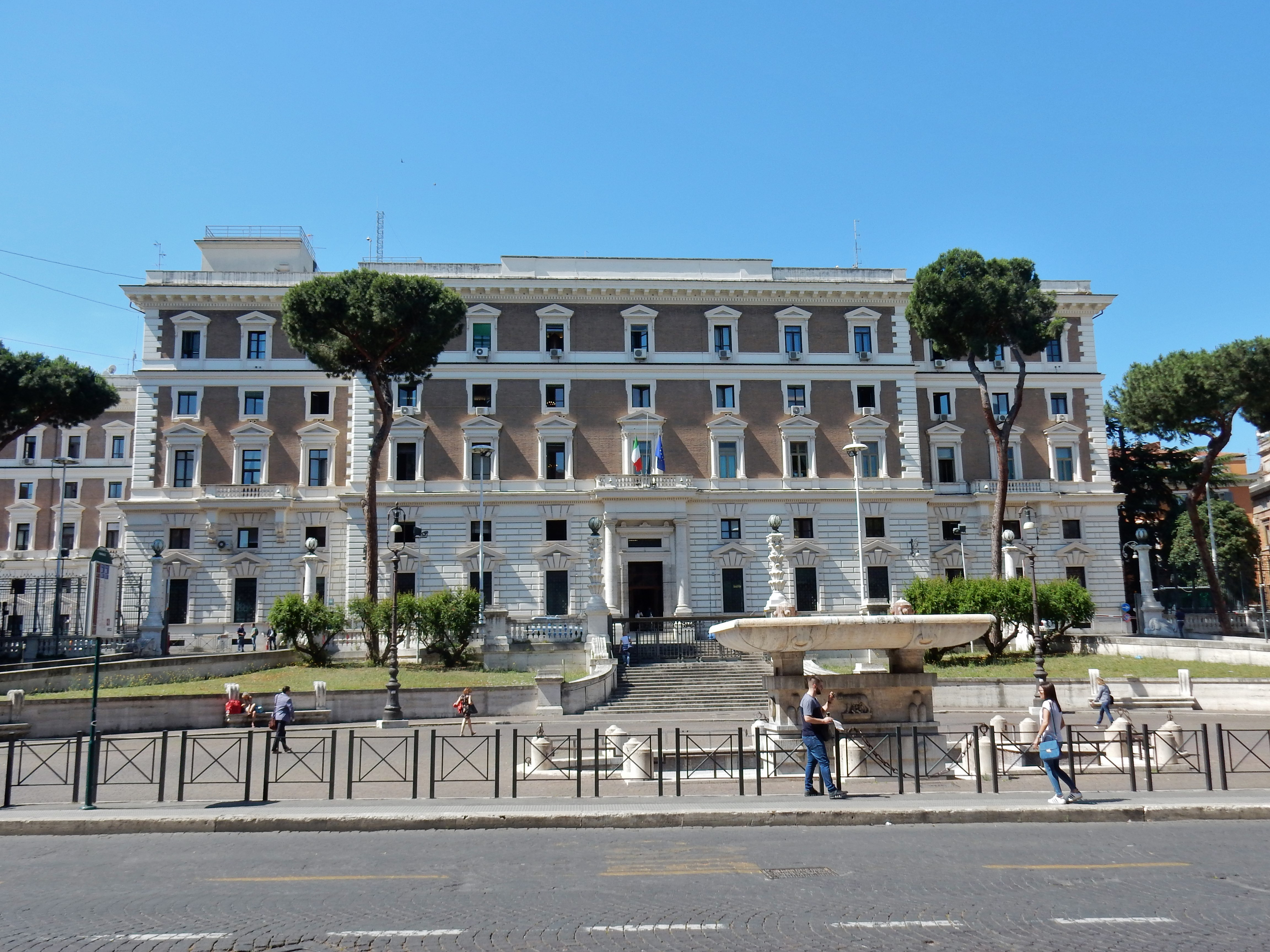
Palazzo del Viminale (Ministero dell'interno), Roma

Il passaggio alla qualifica di viceprefetto avviene, con cadenza annuale, mediante valutazione comparativa alla quale sono ammessi i viceprefetti aggiunti con almeno nove anni e sei mesi di effettivo servizio dall'ingresso in carriera. I funzionari positivamente valutati sono ammessi a un corso di formazione che si conclude con un esame finale. La valutazione si svolge in due fasi: nella prima un'apposita commissione di avanzamento, composta da un prefetto e da due viceprefetti, esamina i curricula e le valutazioni annuali di tutti i viceprefetti aggiunti che hanno il minimo di anzianità necessaria e ne stila un elenco per ordine di merito (cosiddetti quaderni di scrutinio); nella seconda, il Consiglio di amministrazione del Ministero dell'interno opera la sua scelta nell'ambito del predetto elenco, rispettandolo in buona parte ma potendo anche discostarsene.
I prefetti sono nominati con decreto del Presidente della Repubblica Italiana, previa deliberazione del Consiglio dei ministri, su proposta del Ministro dell'interno, nei limiti delle disponibilità di organico. Almeno tre quinti dei nominati devono provenire dalla carriera prefettizia (art. 236 del decreto del presidente della Repubblica 10 gennaio 1957, n. 3) e devono quindi rivestire la qualifica di vice-prefetto, mentre i rimanenti possono essere immessi dall'esterno. Il Ministro opera la sua scelta nell'ambito di un elenco dei viceprefetti aventi i requisiti necessari che viene preliminarmente stilato da un'apposita commissione (composta da Prefetti di ruolo). Per coloro che provengono dall'esterno, a cui viene attribuita la qualifica di prefetto, di solito si tratta di alti funzionari dello Stato, o ufficiali generali, o coloro i quali all'interno dei ruoli della Polizia di Stato rivestono la qualifica di Dirigente generale di pubblica sicurezza.
L'incarico di titolare dell'ufficio territoriale del governo è conferito al prefetto con decreto del Presidente della Repubblica, previa deliberazione del Consiglio dei ministri, su proposta del Ministro dell'interno. Si tratta di una decisione di alta amministrazione (ma non atto politico, come ha da tempo stabilito costante giurisprudenza), connotata quindi da ampia discrezionalità; con le stesse modalità il prefetto può essere trasferito ad altro incarico.
La qualifica è concettualmente distinta dall'incarico di titolare dell'ufficio territoriale del governo; le due posizioni sono infatti attribuite con atti diversi, sebbene la seconda presupponga la prima. Oltre alla titolarità di un ufficio territoriale di governo, i prefetti possono ricoprire altri incarichi nel Ministero dell'Interno, tra i quali quelli di capo e vice capo della Polizia di Stato, capo di gabinetto, capo di dipartimento e titolare di un ufficio dirigenziale generale.

### Qualifiche
Attualmente la carriera prefettizia si articola nelle seguenti qualifiche (in ordine ascendente):
- consigliere (qualifica di accesso);
- viceprefetto aggiunto (qualifica dirigenziale equivalente a quello di primo dirigente[13]);
- viceprefetto (qualifica dirigenziale equivalente a quella di dirigente superiore[13]);
- prefetto (equivalente a quella di dirigente generale[13]).

Questa nuova classificazione semplifica notevolmente quella pre-vigente, articolata su otto qualifiche (vice consigliere di prefettura, consigliere di prefettura, direttore di sezione, vice prefetto ispettore aggiunto, vice prefetto ispettore, vice prefetto, prefetto, prefetto di prima classe), e costituisce, in un certo senso, un ritorno alle origini (nell'ordinamento napoleonico: segretario, luogotenente, prefetto; nell'Italia post-unitaria: consigliere aggiunto, consigliere, sottoprefetto, prefetto).

### Trattamento economico
Il trattamento economico delle diverse qualifiche che compongono la carriera prefettizia è articolato, come quello di tutti i dirigenti della pubblica amministrazione italiana, in tre componenti retributive:
- stipendio base;
- retribuzione di posizione (correlata alla funzione ricoperta) divisa in parte fissa e variabile;
- retribuzione di risultato (correlata ai risultati conseguiti, valutati annualmente).

I Consiglieri percepiscono solo la prima voce (stipendio "tabellare") in misura dell'80% dello stipendio base previsto per i Viceprefetti aggiunti. 
Per l'ultimo contratto sottoscritto (triennio 2019-2021) i valori lordi annui corrispondenti alle diverse componenti sono i seguenti: 
| Qualifica             | Stipendio base | Retribuzione di posizione (parte fissa) | Retribuzione di posizione (parte variabile) | Retribuzione di risultato    | Totale annuo lordo (per 13 mensilità) |
| --------------------- | -------------- | --------------------------------------- | ------------------------------------------- | ---------------------------- | ------------------------------------- |
| Prefetto              | € 106.832,02   | € 24.789,00                             | da € 10.221,06 a € 30.372,87                | da € 19.112,61 a € 27.500,16 | da € 160.954,69 a € 189.494,05        |
| Viceprefetto          | € 70.711,00    | € 14.121,00                             | da € 12.814,81 a € 21.895,29                | da € 17.195,85 a € 19.109,86 | da € 114.842,66 a € 125.837,15        |
| Viceprefetto aggiunto | € 50.877,56    | € 7.399,00                              | da € 8.654,83 a € 15.983,87                 | da € 9.900,06 a € 12.100,07  | da € 76.841,45 a € 86.370,50          |
| Consigliere           | € 40.702,05    | -                                       | -                                           | -                            | € 40.702,05                           |

## Spese
L'intero sistema delle prefetture italiane - compresi gli oneri stipendiali della Carriera prefettizia e di tutti i dipendenti - assorbe annualmente circa mezzo miliardo di euro di stanziamenti in conto competenza del bilancio dello Stato (502,80 milioni di euro prev. nel 2012, di cui l'80% in oneri di personale), pari allo 0,067% della spesa annua dello Stato (749.043,30 milioni di euro prev. nel 2012).
Il sistema francese delle prefetture costa annualmente (dati per il 2011) 1.742,00 milioni di euro (di cui il 73% in oneri di personale), pari al 0,163% della spesa annua dello Stato francese (1.067.843,00 milioni di euro nel 2011).

## Riferimenti normativi
- Art.54, comma 11 del Decreto legislativo 18 agosto 2000, n. 267 - Testo unico delle leggi sull'ordinamento degli enti locali.
- Sentenza del Consiglio di Stato, sez. VI, 19 giugno 2008, n. 3076 Archiviato il 23 febbraio 2020 in Internet Archive. (potere di annullamento da parte del prefetto di ordinanze e atti sindacali emanati in qualità di ufficiale del governo e che "minano l’unità di indirizzo ed il coordinamento prefettizio dei compiti e delle attività degli ufficiali ed agenti di pubblica sicurezza nella provincia").[18]